# Kenneth Nyström
Kenneth Nyström (ur. 5 lipca 1965) – szwedzki żużlowiec.
Złoty medalista indywidualnych mistrzostw Szwecji młodzików (1980). Złoty medalista mistrzostw Szwecji par klubowych (1986). Pięciokrotny medalista drużynowych mistrzostw Szwecji: dwukrotnie złoty (1986, 1987) oraz trzykrotnie brązowy (1984, 1988, 1990). Wielokrotny finalista młodzieżowych indywidualnych mistrzostw Szwecji (najlepsze wyniki: Visby 1983 i Hallstavik 1986 – dwukrotnie V miejsca) oraz indywidualnych mistrzostw Szwecji (najlepsze wyniki: Målilla 1985 i Kumla 1988 – dwukrotnie VIII miejsca). Brązowy medalista drużynowych mistrzostw Polski (1991).
Reprezentant Szwecji na arenie międzynarodowej. Finalista indywidualnych mistrzostw świata juniorów (Abensberg 1985 – IV miejsce). Wielokrotny uczestnik eliminacji indywidualnych mistrzostw świata (najlepszy wynik: 1986 – V miejsce w końcowej klasyfikacji finału szwedzkiego i awans – jako zawodnik rezerwowy – do finału skandynawskiego).
W lidze szwedzkiej reprezentował barwy klubów: Örnarna Mariestad (1981–1985), VMS Elit Vetlanda (1986–1990), Kaparna Göteborg (1991–1999, 2001, 2004–2005), w brytyjskiej – Reading Racers (1993), natomiast w polskiej – Apator Toruń (1991).